# Barroco petrino

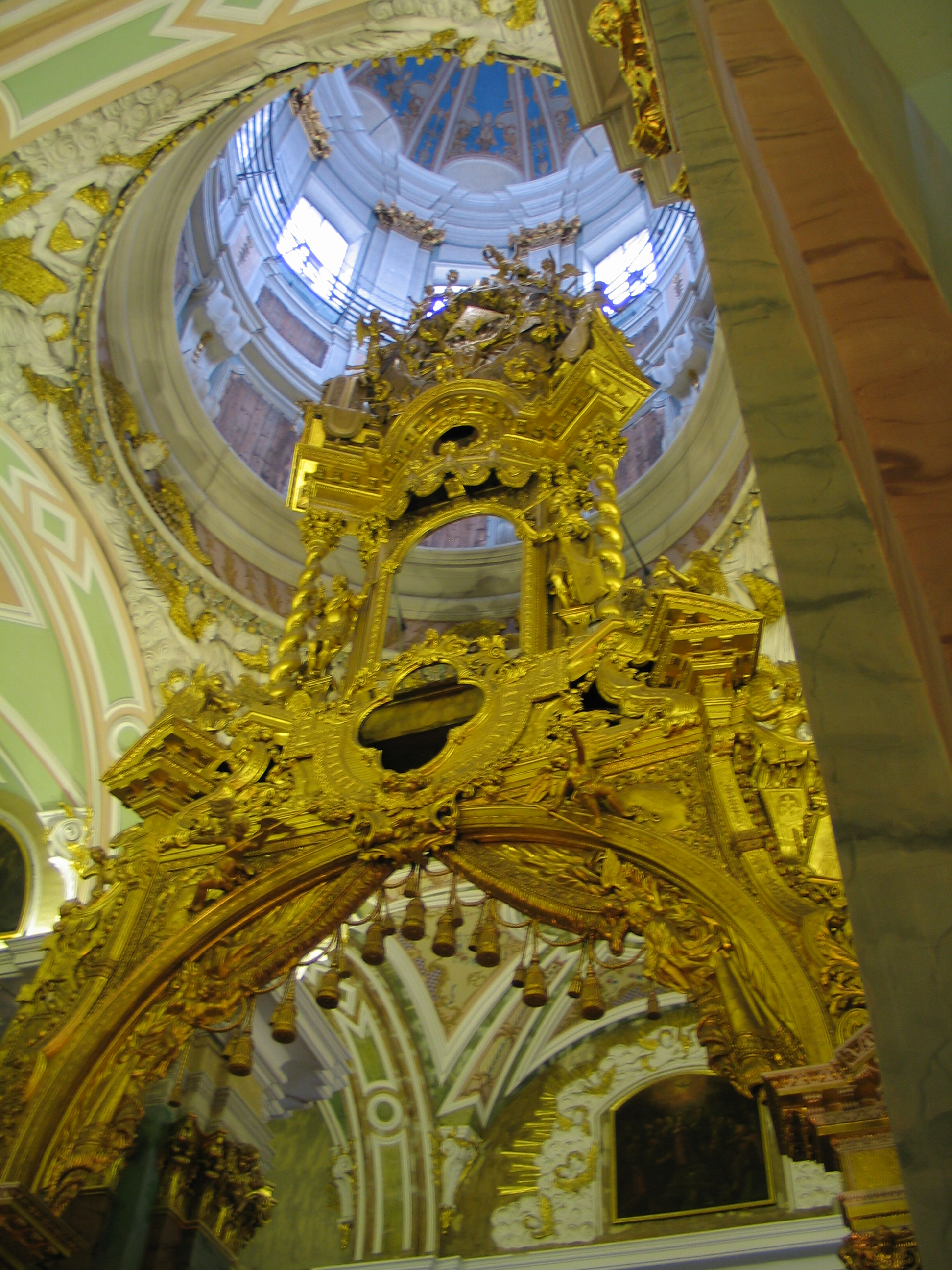
Puertas reales en la catedral de San Pedro y San Pablo de San Petersburgo

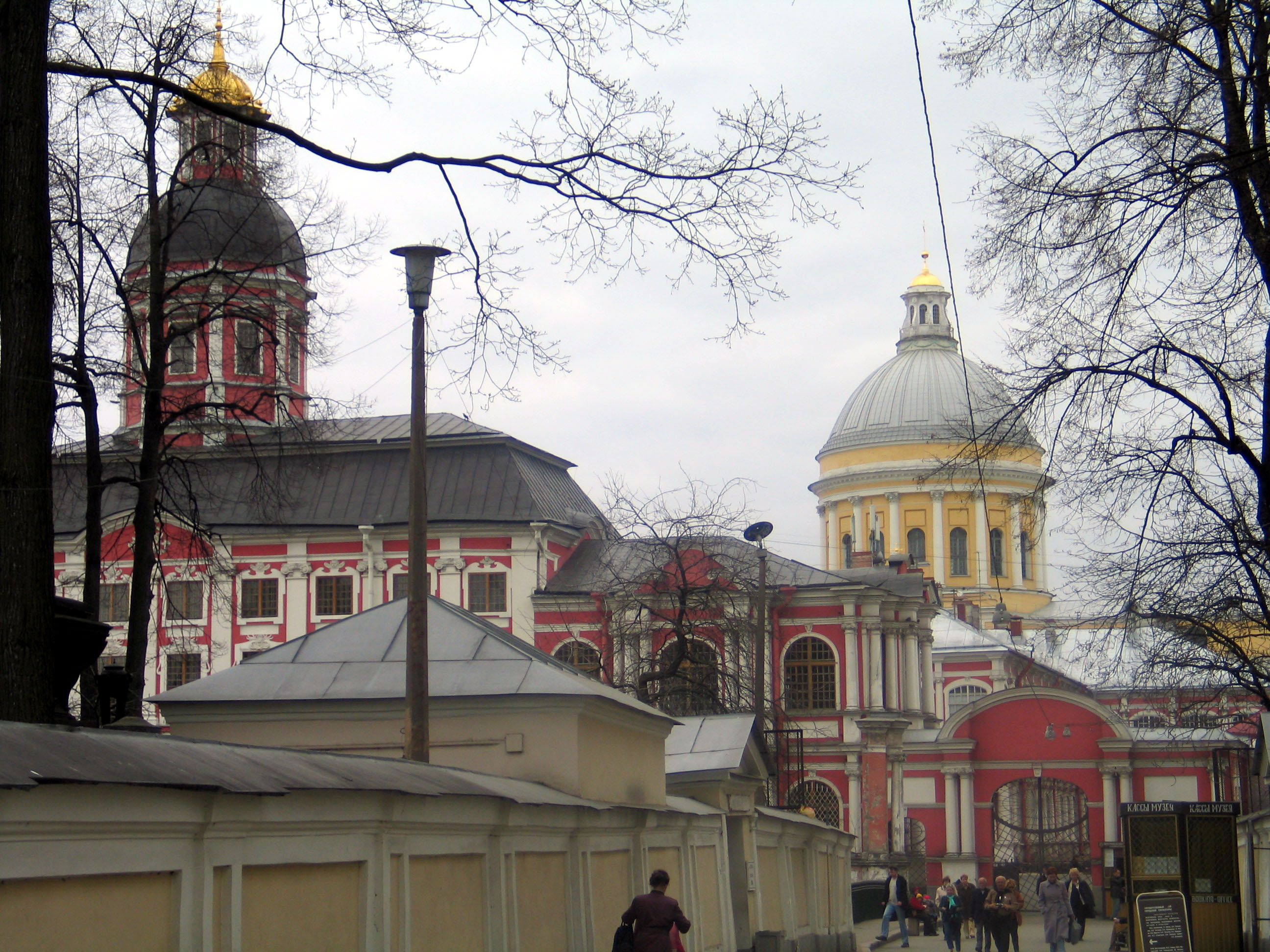
Monasterio de Aleksandr Nevski (1710)

El barroco petrino (en ruso: Петровское барокко) es el término utilizado por los historiadores del arte para designar, entre los diferentes barrocos rusos, al estilo artístico y arquitectónico adoptado por Pedro el Grande  y ampliamente utilizado para la construcción  de los edificios de la recién fundada nueva capital de Rusia: San Petersburgo.
Con los límites de los años 1697 a 1730 (es decir, la época de Pedro el Grande y de sus sucesores más inmediatos), se trataba de un estilo arquitectónico orientado hacia los modelos arquitectónicos civiles sueco, alemán y neerlandés (representados en particular por los trabajos de Nicodemus Tessin el Joven (1654-1728), arquitecto del palacio Real de Estocolmo). Los modelos de Europa occidental del barroco petrino fueron edificios eclécticos, influenciados por el «internacionalismo barroco» de Gian Lorenzo Bernini, suavizado por la pasión francesa por el clasicismo y por las  tradiciones antiguas góticas. Pero no es posible reducir toda la diversidad de soluciones arquitectónicas de los arquitectos de Pedro el Grande solamente al barroco.,
Esta arquitectura se caracteriza por la simplicidad de sus volúmenes, la nitidez y la moderación de su decoración, la forma de presentar las fachadas planas. A diferencia del moscovita o Naryshkin, muy popular en Moscú en ese momento, el barroco petrino representa una ruptura decisiva y total con la tradición bizantina que había dominado la arquitectura rusa durante casi 700 años.
Entre los primeros arquitectos de San Petersburgo destacaron Jean-Baptiste Alexandre Le Blond (1679-1719.), Domenico Trezzini (1670-1734), Andreas Schlüter (1664-1714), Nicola Michetti (1675–1758), Giovanni Maria Fontana (1670 –después de 1712), Georg Johann Mattarnovi (?-1719). Todos estuvieron presentes en Rusia por invitación de Pedro el Grande. Cada uno de estos arquitectos aportó, además de la imagen de los edificios que estaban construyendo, las tradiciones de su país, o de tal y tal escuela de la cual eran representantes. Al ejecutar sus proyectos asimilaron la arquitectura barroca europea y la arquitectura rusa, como hizo Mijaíl Zemtsov (1688–1743).
En la actualidad se conservan en San Petersburgo como ejemplos del estilo:
- el palacio Ménshikov (1710), construido por Giovanni Fontana para ser la residencia del Gobernador general de San Petersburgo, Aleksandr Ménshikov y primer edificio en piedra de la ciudad.[2]
- la catedral de San Pedro y San Pablo de San Petersburgo (1712-1733) (por Trezzini)
- el Palacio Kikin (Кикины палаты o Kíkiny palaty)  (1714-1718) (por Schlüter)
- la Kunstkámera o Gabinete de curiosidades (1719-1727) (por Mattarnovi), que alberga el Museo de Etnografía y Antropología de la Academia de Ciencias de Rusia
- los Doce Colegios de San Petersburgo (1722-1744) (por Trezzini), el mayor edificio gubernamental de la época, que albergaba el Senado, el Sínodo y nueve colegios (uno más añadido posteriormente) que reemplazaron a los antiguos prikaz.

Ejemplos en San Petersburgo
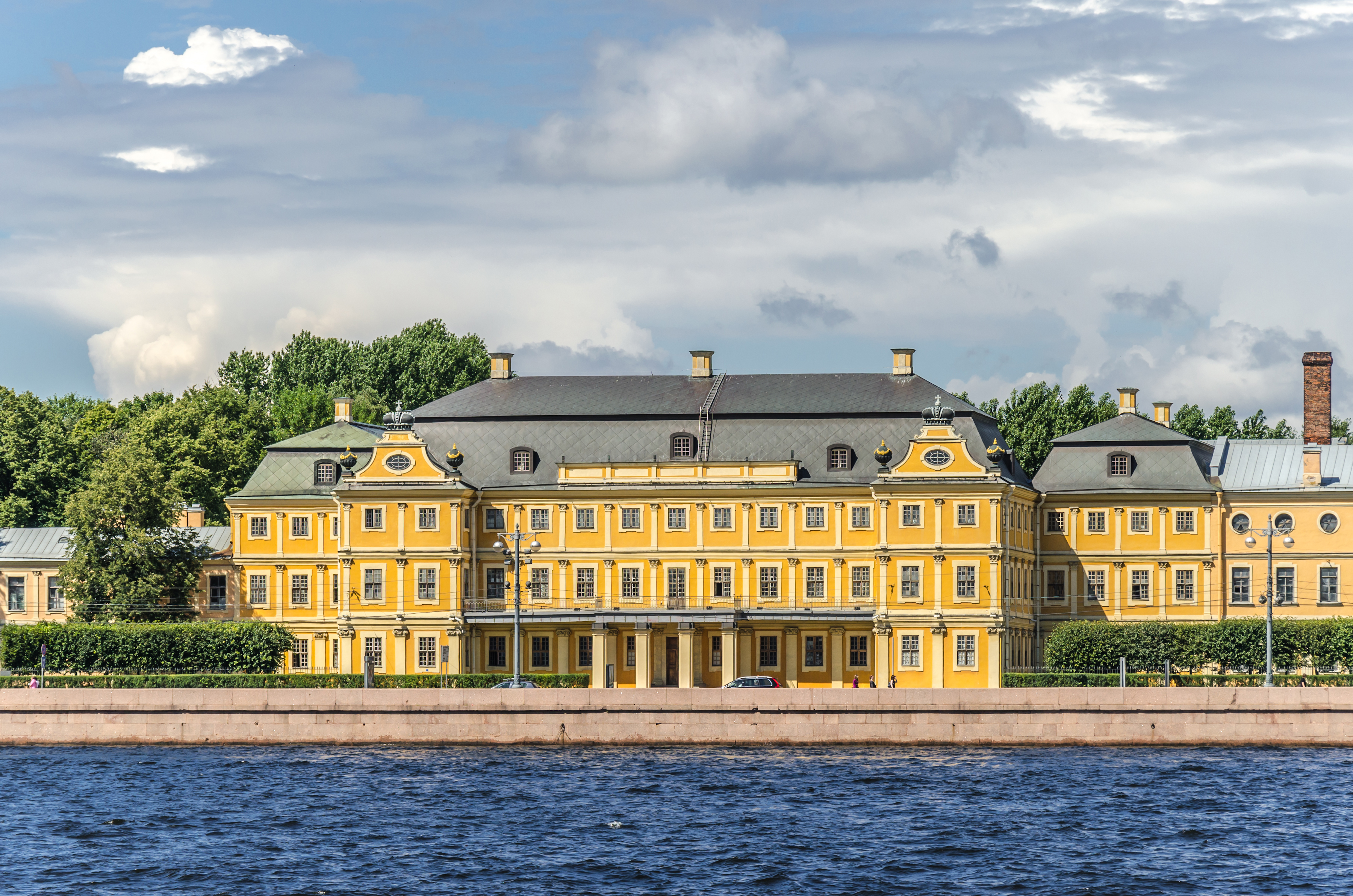
Palacio Ménshikov (1710)
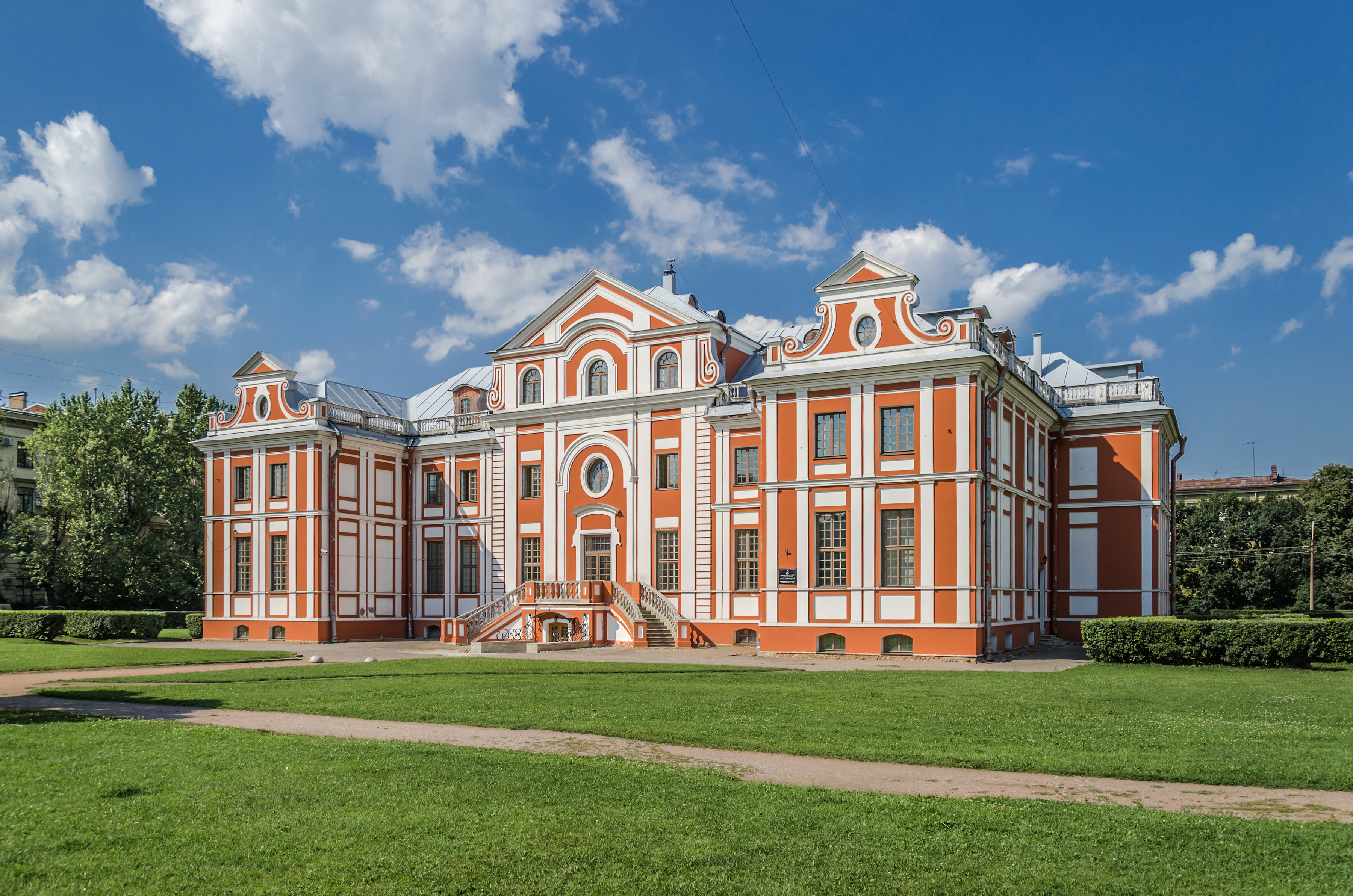
Palacio Kikin (1714-1718), incompleto en su día y acabado posteriormente
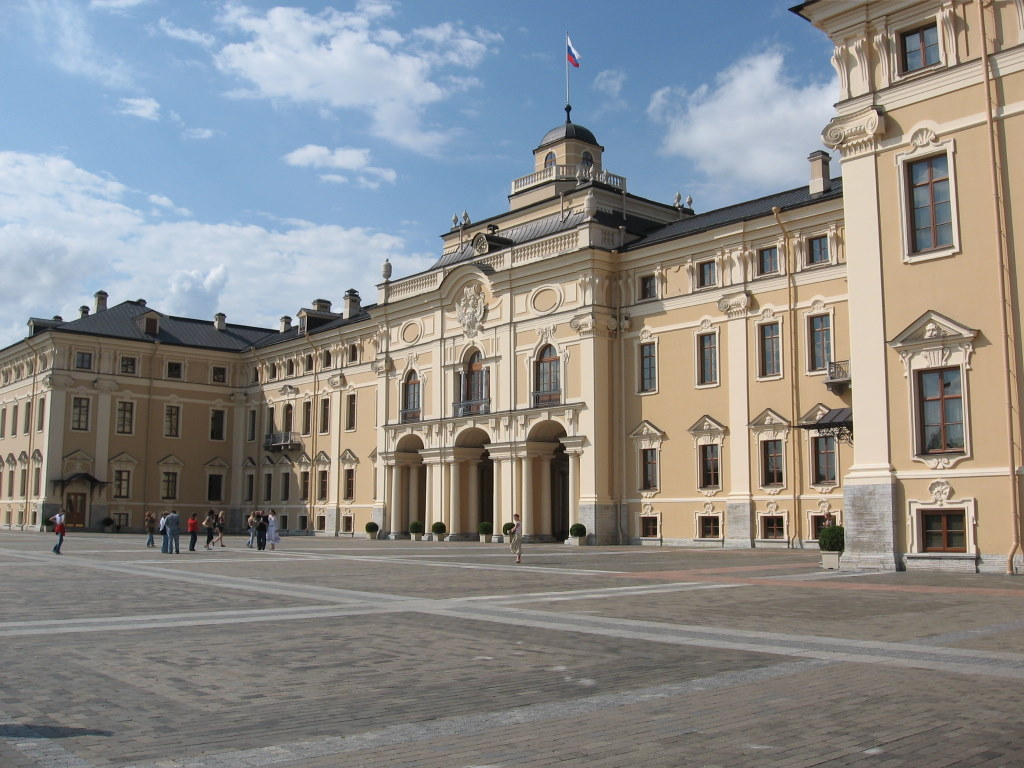
Palacio Konstantínovski (1718-1720, acabado en 1807), inacabada residencia de verano de Pedro en Strelna

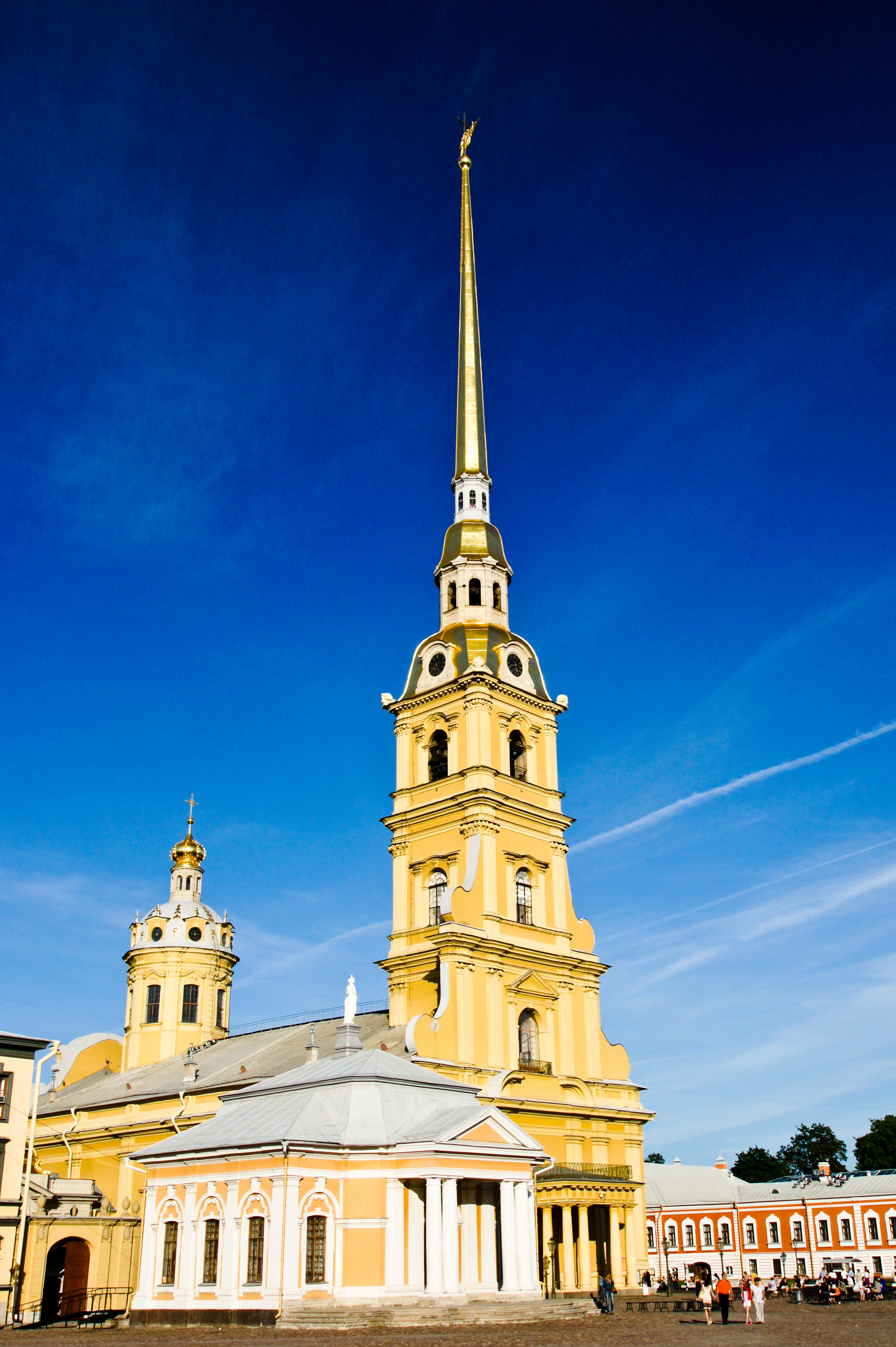
Catedral de San Pedro y San Pablo (1712-1733)
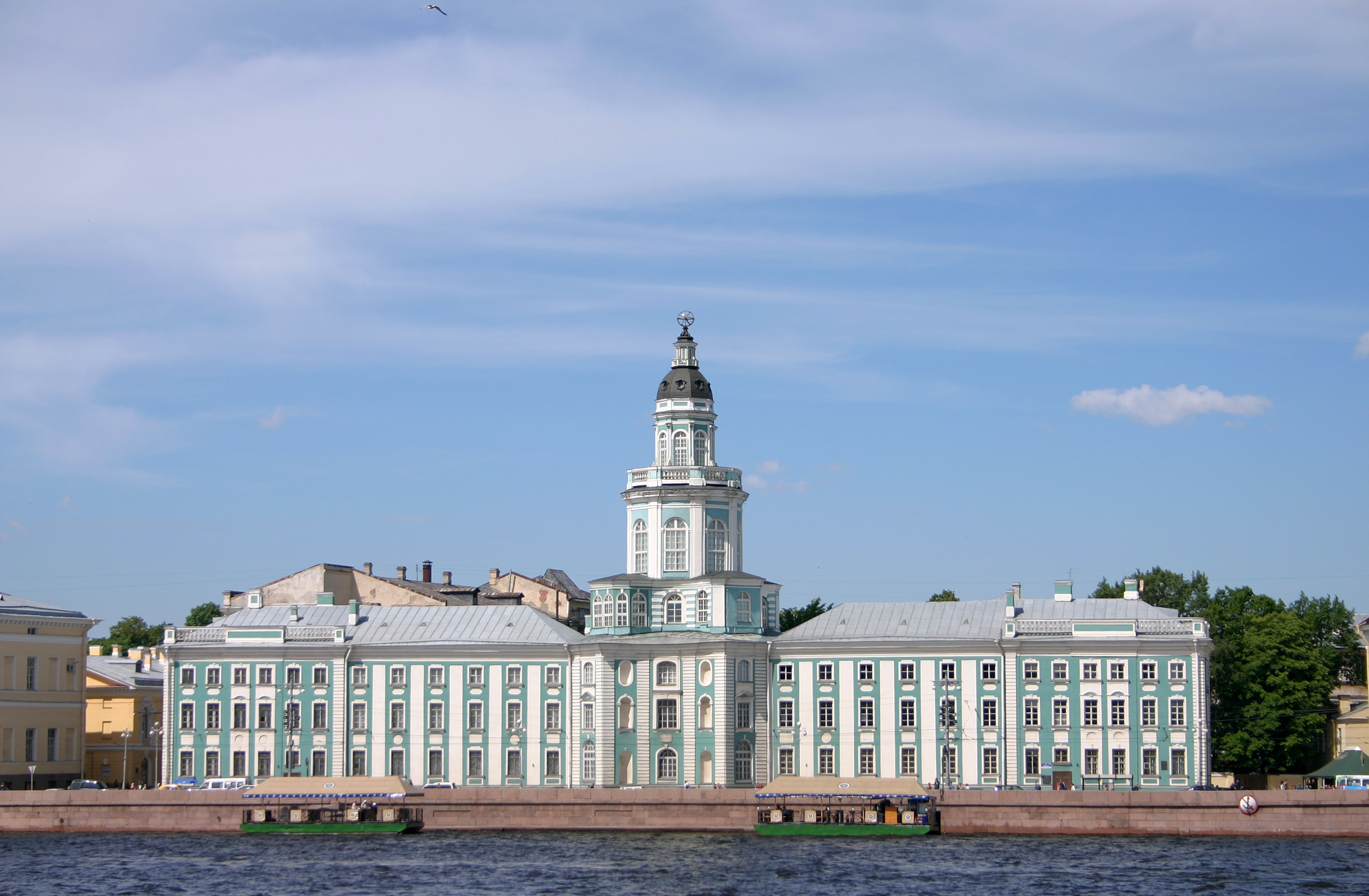
Kunstkamera (1719-1727)
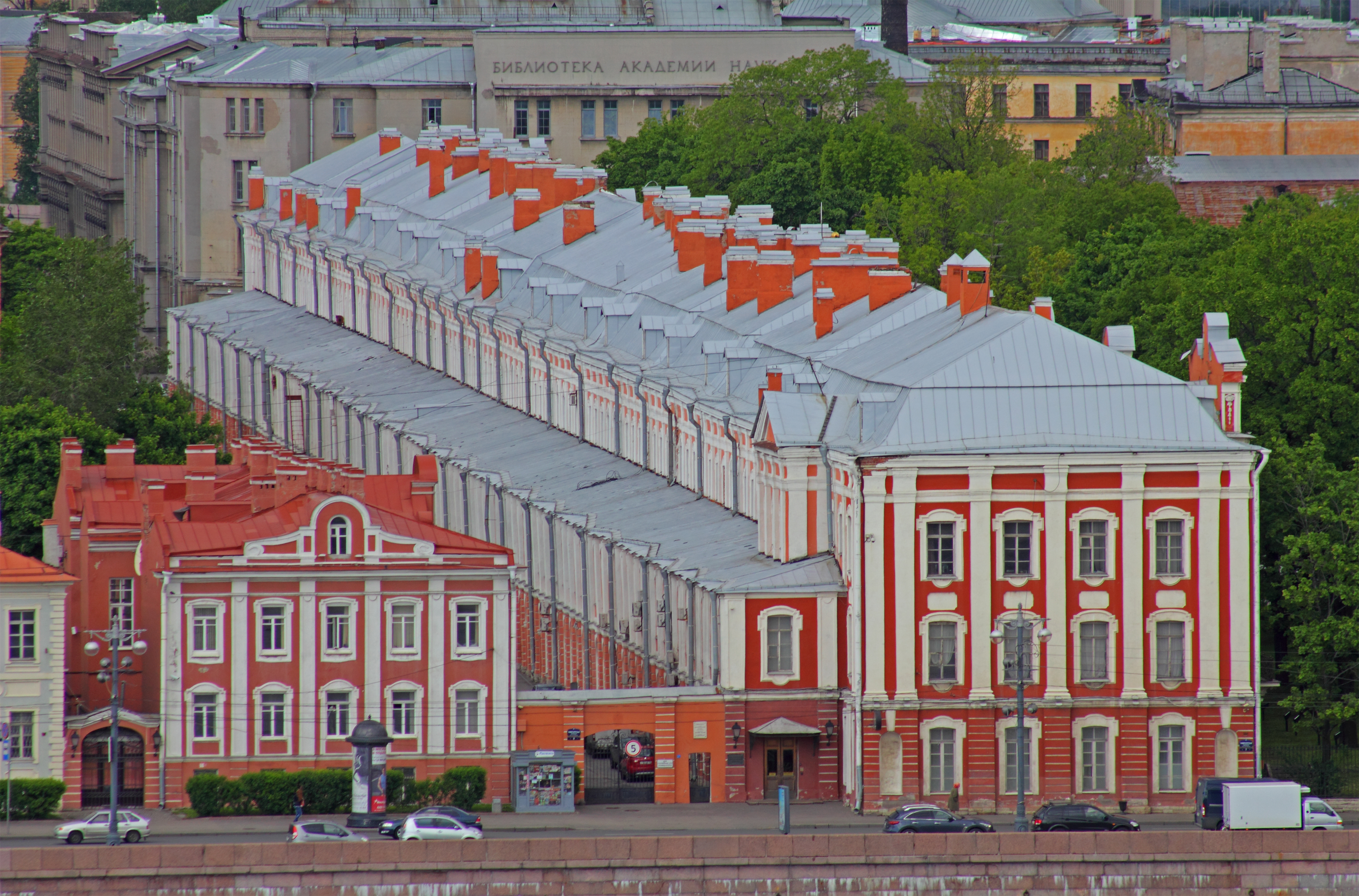
Doce Colegios de San Petersburgo (1722-1744)
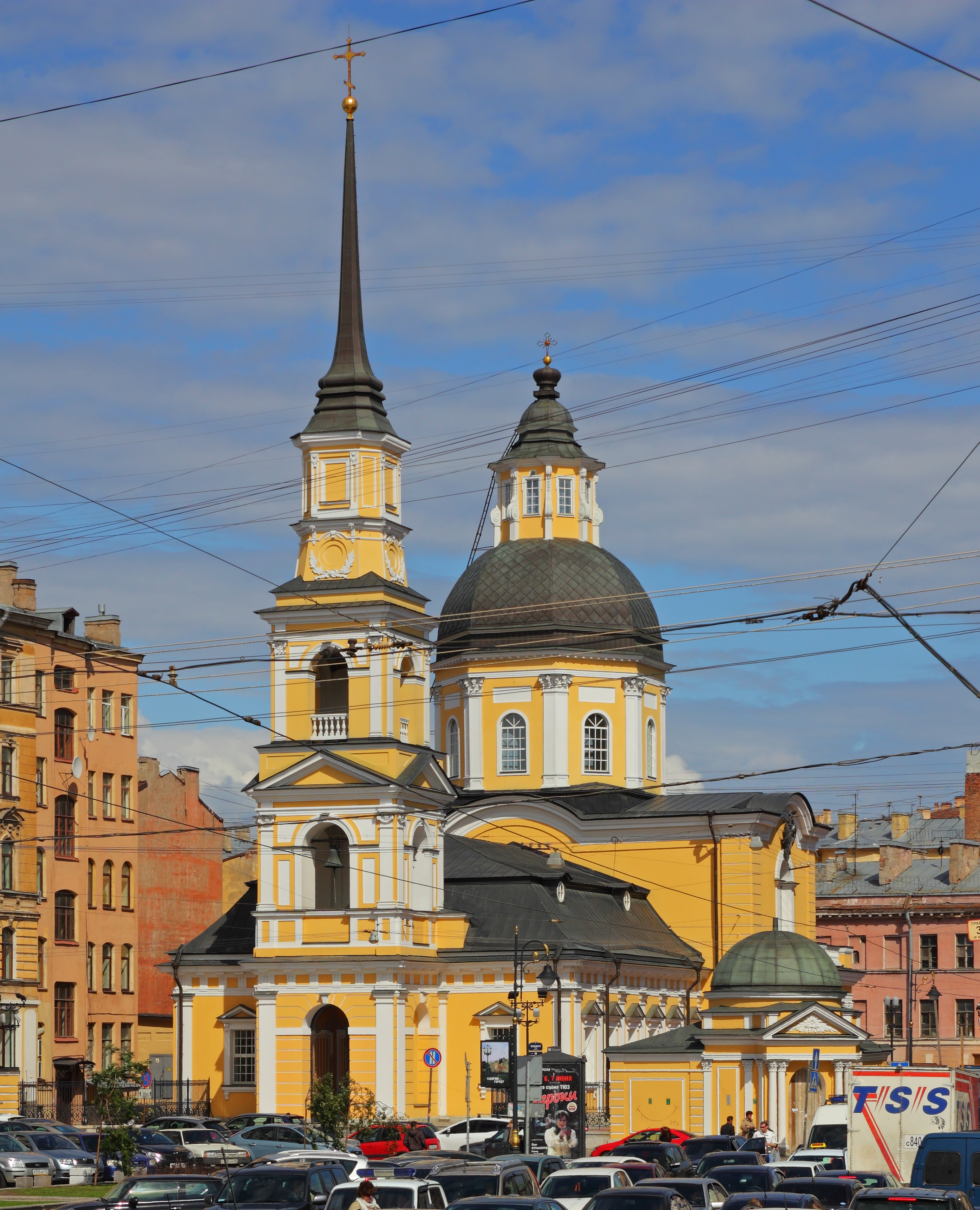
Iglesia de los Santos Simón y Ana (1731-1734), obra de  Zemstov

Hay realizaciones en barroco petrino fuera de San Petersburgo, pero son ciertamente escasas. El palacio de Lefort se puede citar como un ejemplo típico del barroco petrino. Fue edificado en Moscú antes de la construcción de la nueva capital en San Petersburgo en 1697-1699 por el arquitecto Dmitri Aksamítov (y reconstruido en 1707-1709 por el arquitecto Giovanni Fontana). La iglesia del Arcángel Gabriel es otro ejemplo en Moscú. Apodada Torre Ménshikov (1701-1707) por la población, es obra del arquitecto Ivan Zarudny. Los elementos del barroco moscovita se reúnen en estos edificios, especialmente en la disposición y decoración de las fachadas. La mezcla de elementos procedentes del barroco moscovita y del barroco petrino dará lugar a la aparición del barroco isabelino, que tiene en cuenta estos dos estilos. También se puede citar el Palacio Kadriorg, en Tallin, construido por Pedro El Grande para ser residencia de su esposa Catalina, aunque nunca fue terminado y ocupado por esta más que de forma esporádica.

Ejemplos fuera de San Petersburgo
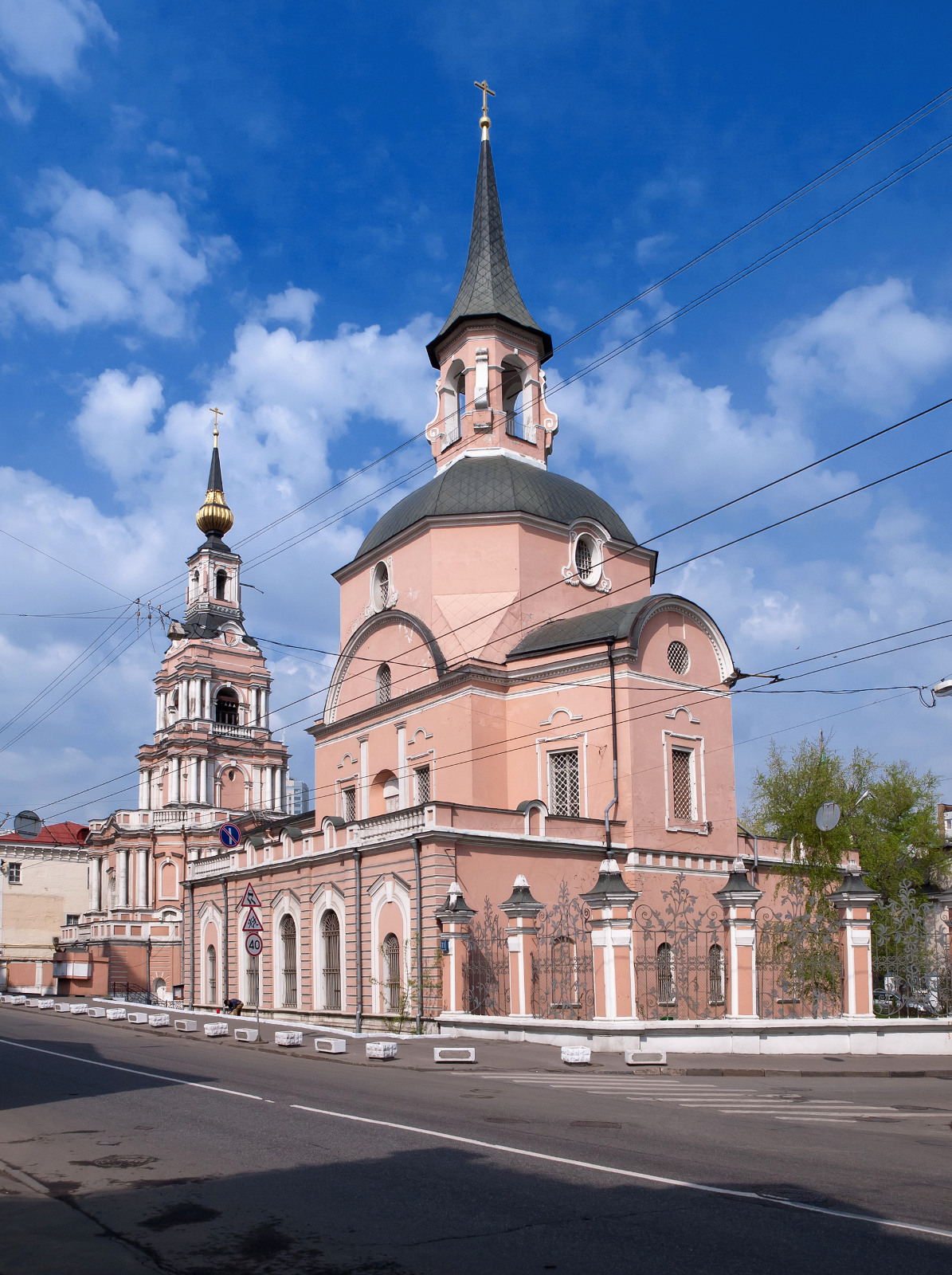
Iglesia de los apóstoles Pedro y Pablo (1705-1728) en Basmánnaya Slobodá, Moscú
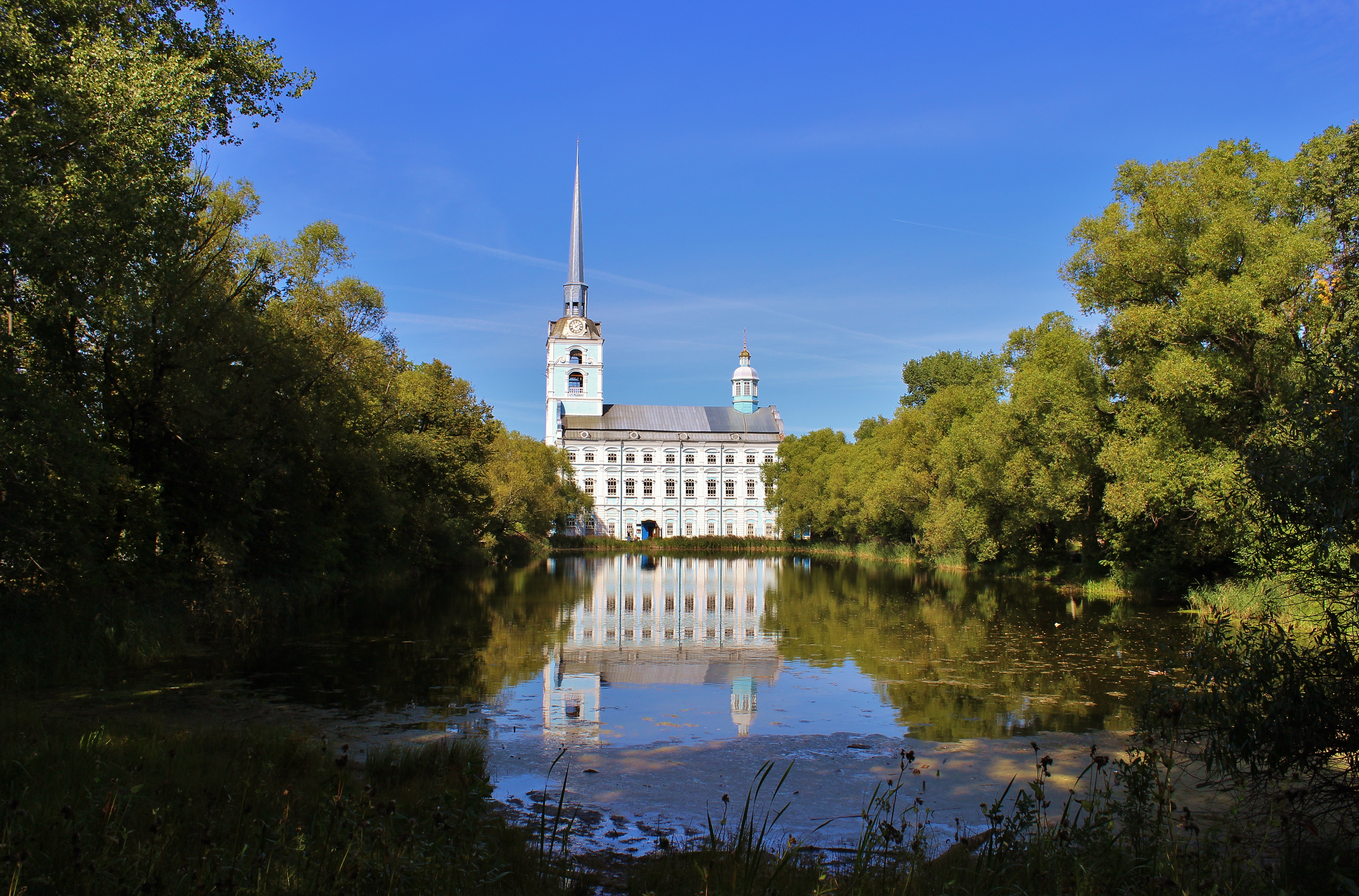
Iglesia de los apóstoles Pedro y Pablo (1737-1744) en Yaroslavl raro ejemplo  en provincias obra de Trezzini
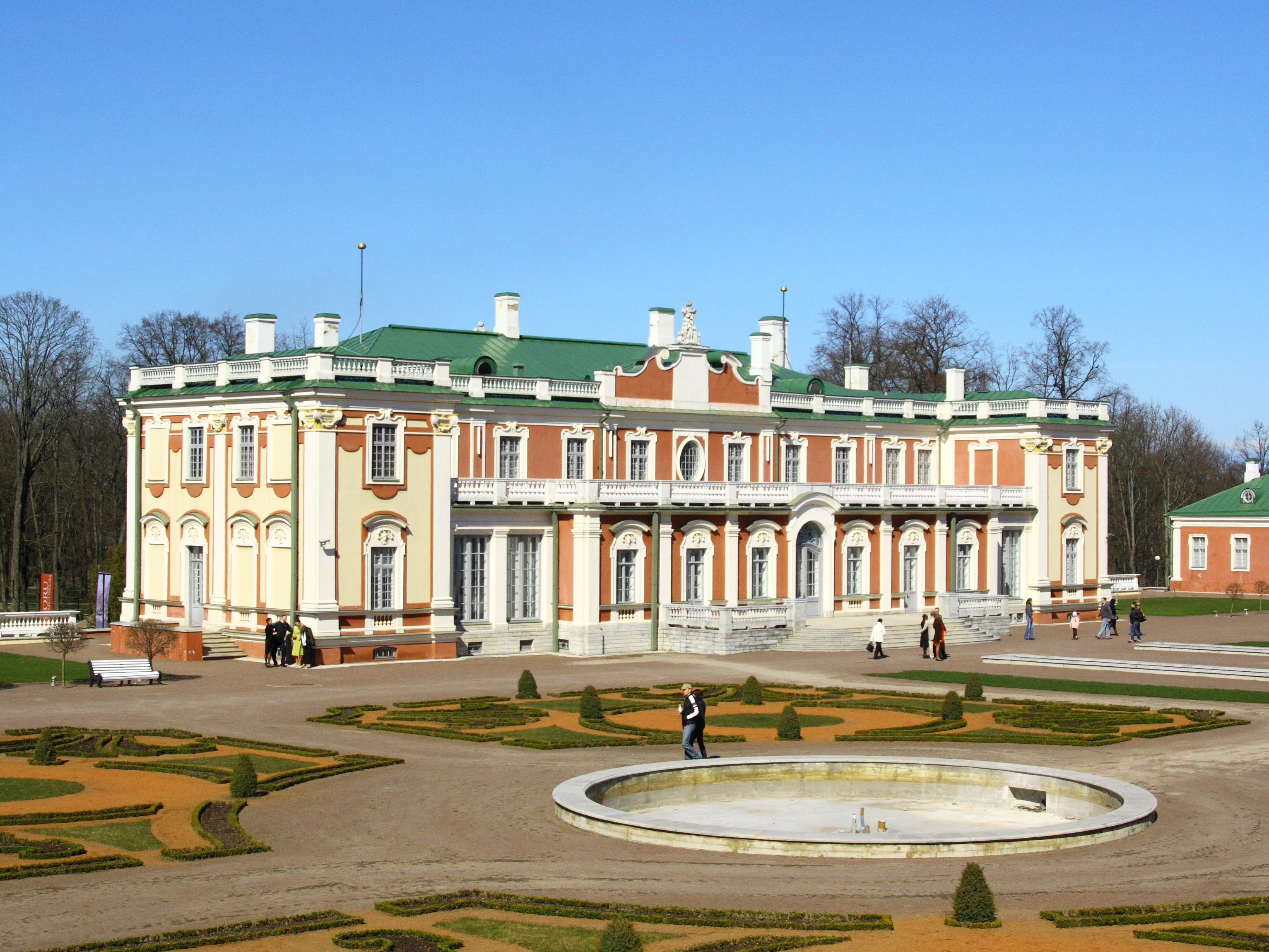
Palacio Kadriorg (1718-1725), en Tallin,  y muy reformado posteriormente